# Histoire du Sri Lanka
L'histoire du Sri Lanka s'insère dans l'histoire plus large du monde indien et remonte à des millénaires.

### Royaume d'Anuradhapura (-327 à 1017)

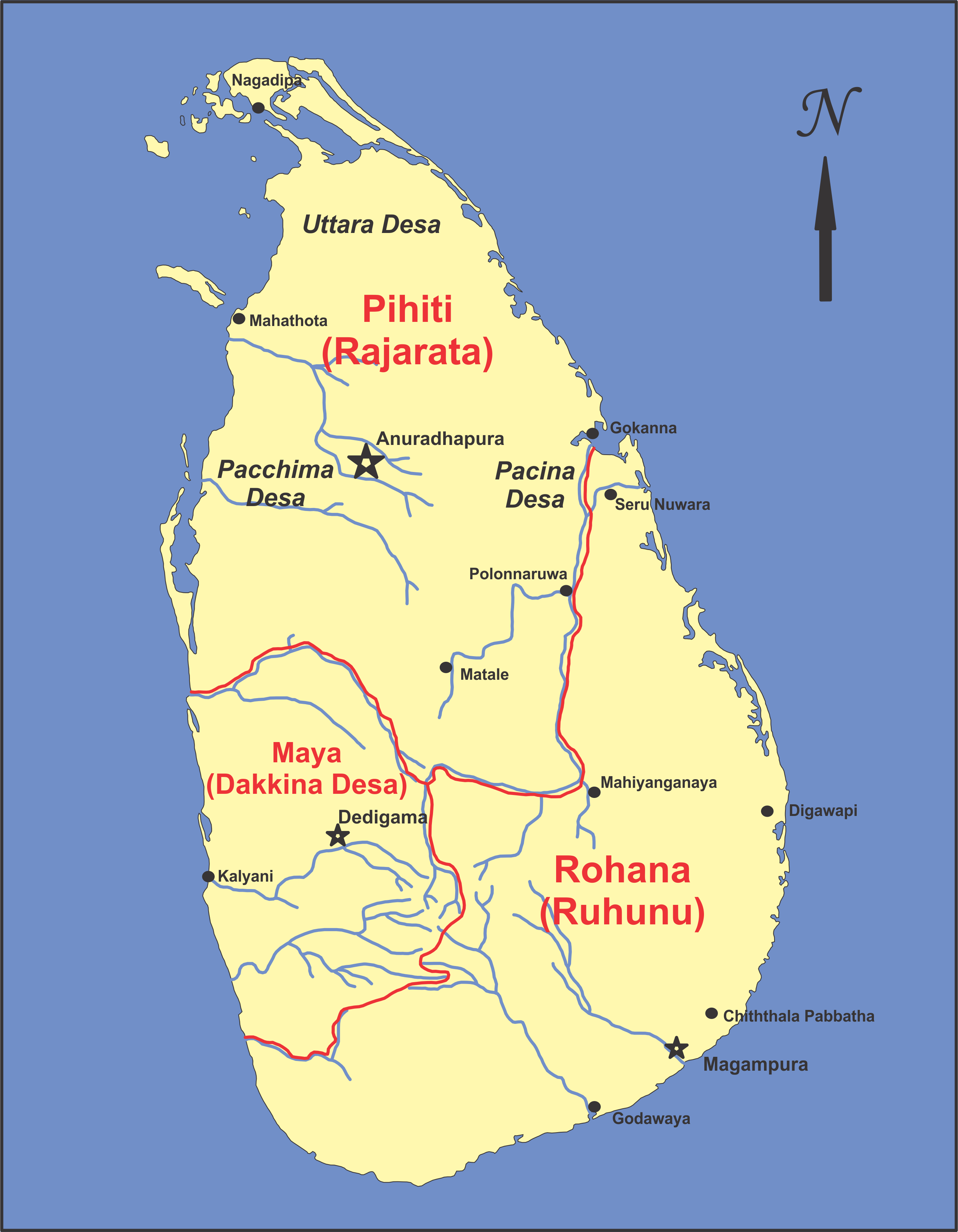
Subdivisions du royaume d'Anuradhapura

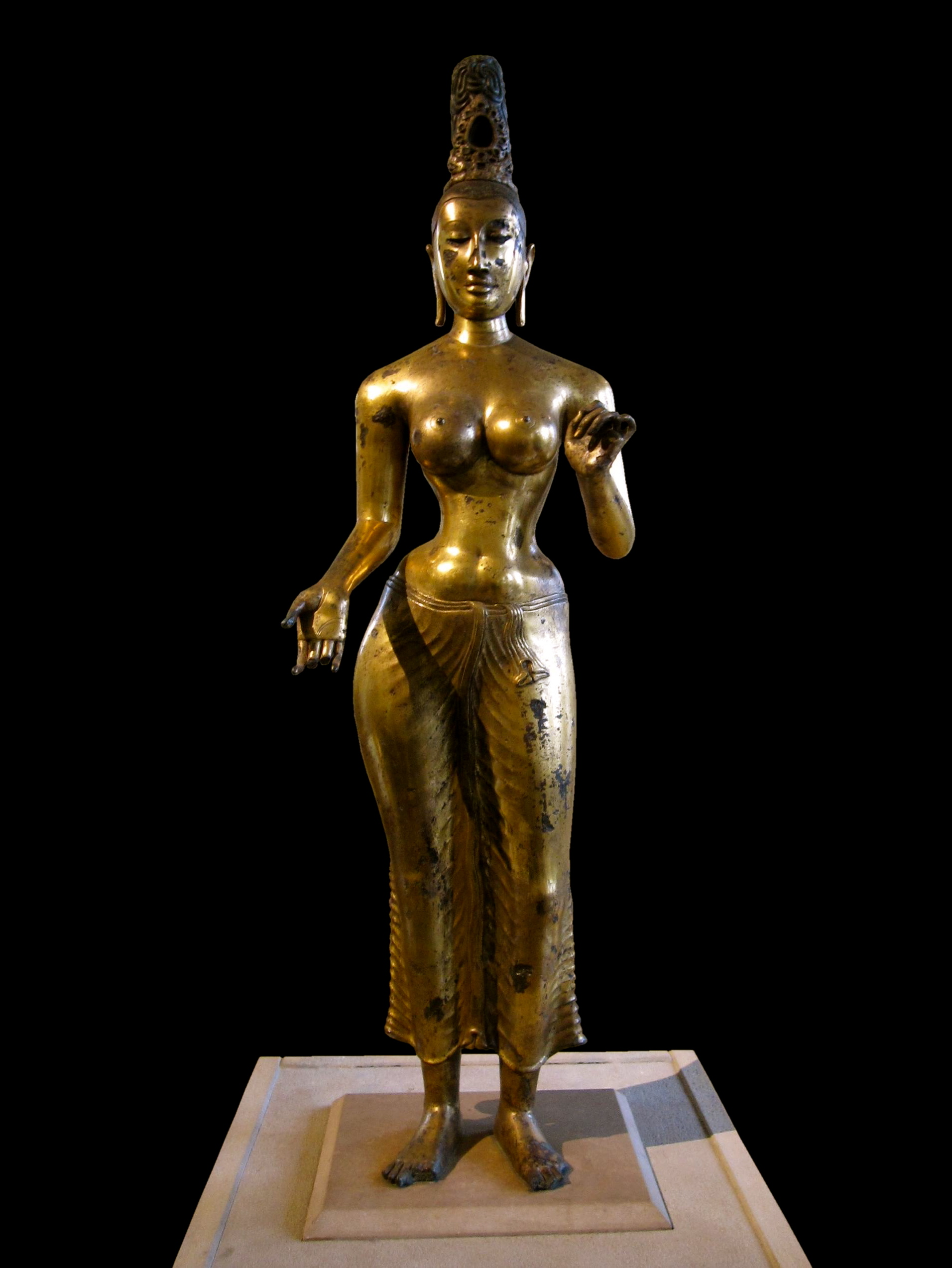
Le bodhisattva Tara. Bronze doré, VIIIe siècle de notre ère. Côte est du Sri Lanka. Cette sculpture témoigne de la présence du bouddhisme mahāyāna à l'époque du royaume d'Anurâdhapura. British Museum.

### Comptoirs portugais

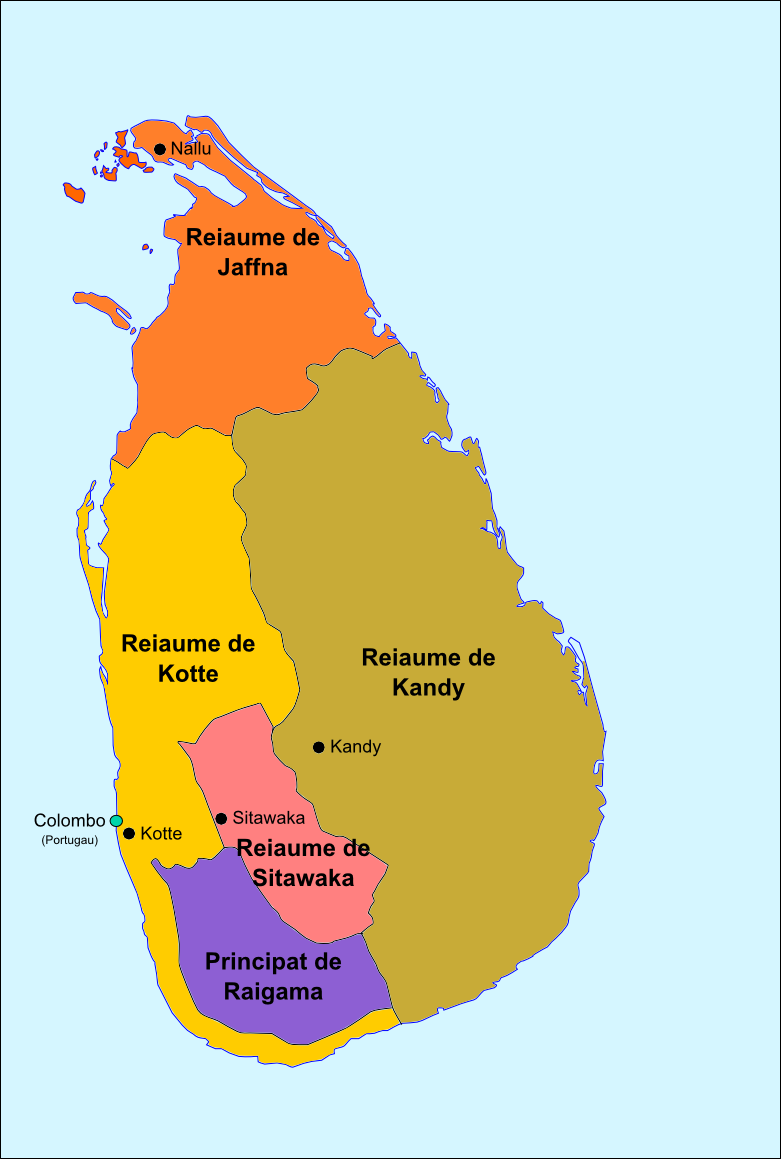
Sri Lanka 1520
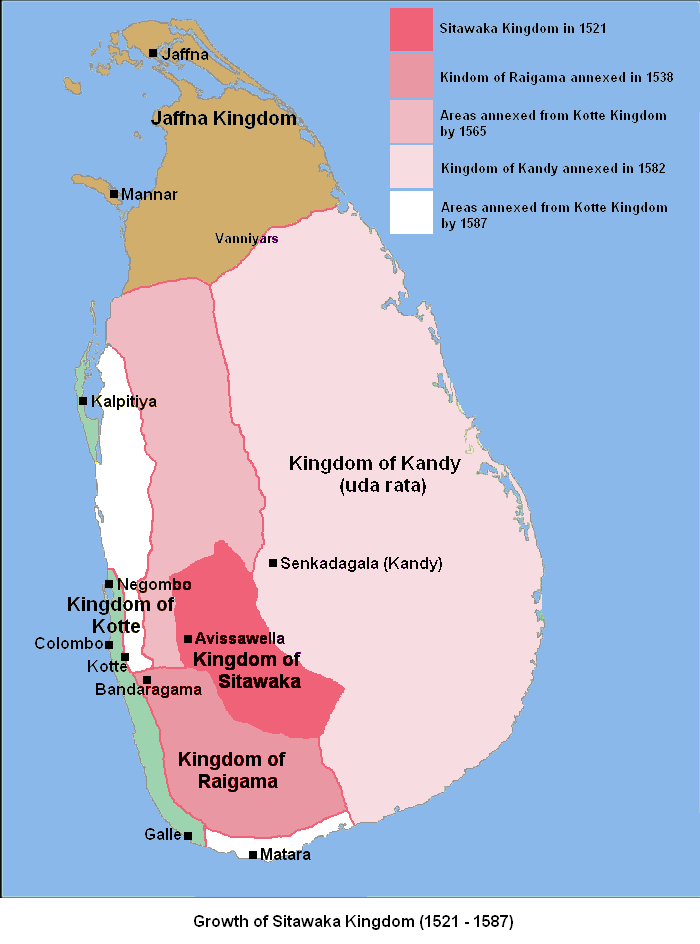
Sitawaka 1521-1587
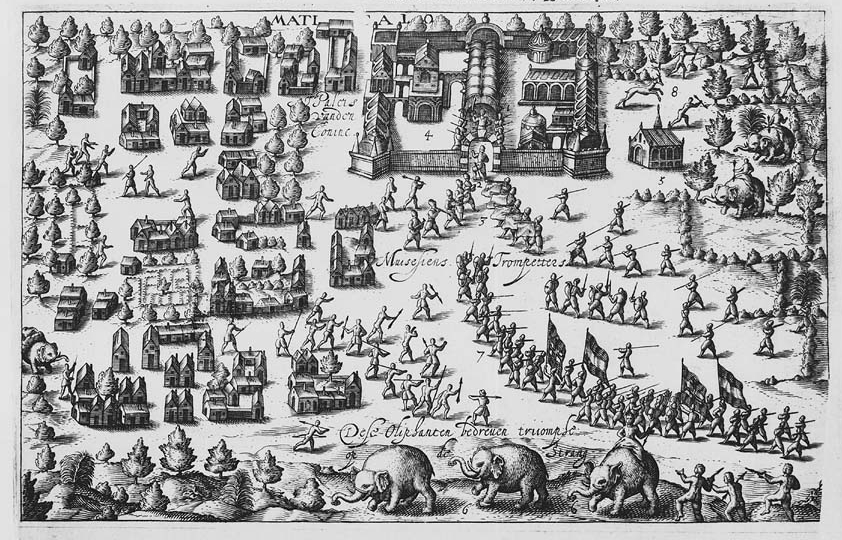
Kandy, 1602
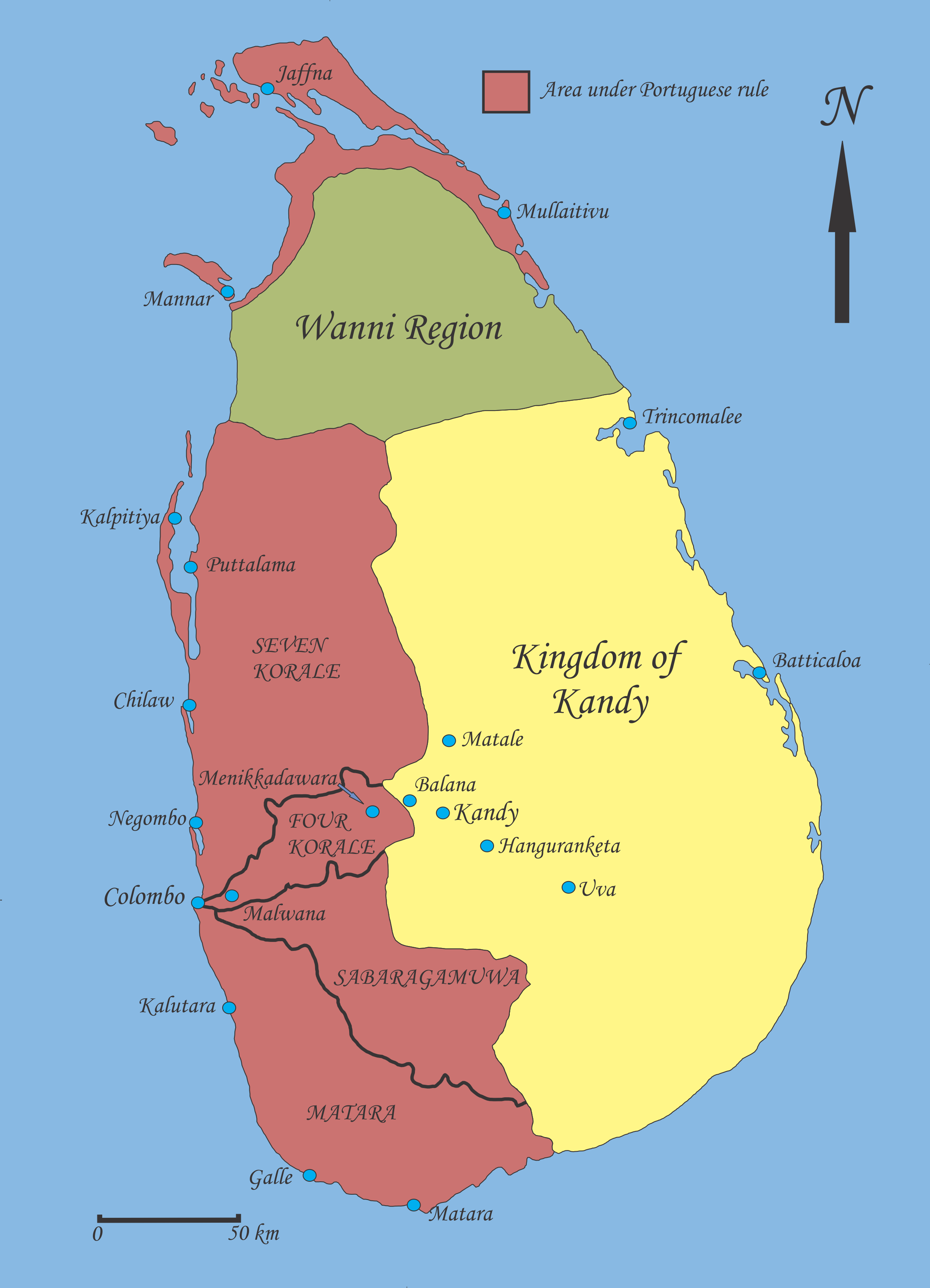
Sri Lanka 1620
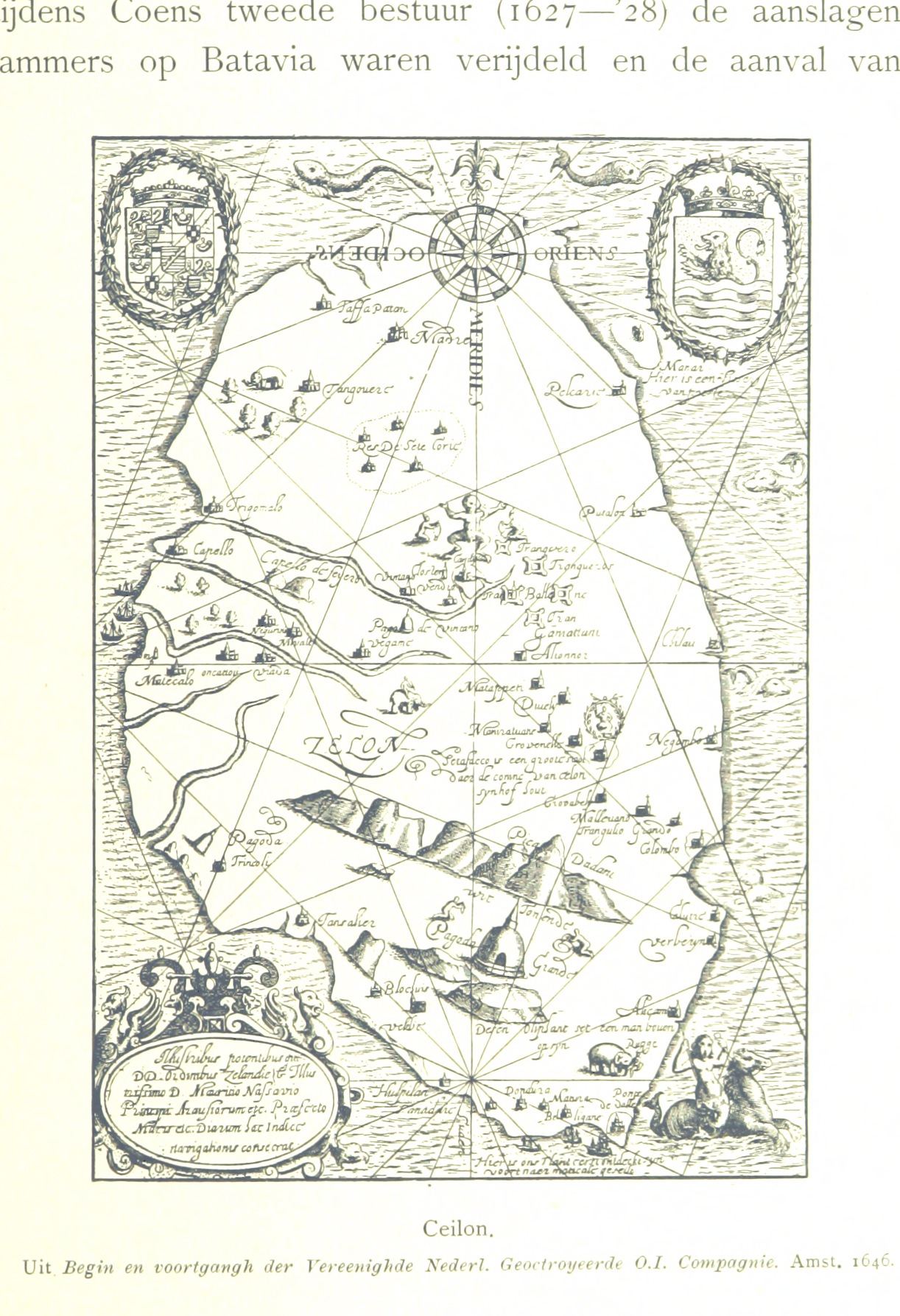
Pieter Lodewijk Muller (1842-1904)